# Deutsches Meisterschaftsrudern 2011
Das 122. Deutsche Meisterschaftsrudern wurde 2011 in Brandenburg an der Havel ausgetragen.
In diesem Jahr wurden viele der 2005 eingeführten Änderungen wieder rückgängig gemacht. So wurden die Klein- und Großboot-Meisterschaften wieder zusammen ausgetragen. Auch waren Renngemeinschaften wieder generell zugelassen. Zudem wurden fünf Wettbewerbe wieder eingeführt, welche zuletzt 2004 ausgetragen wurden: Bei den Männern waren dies der Vierer mit Steuermann, der Leichtgewichts-Doppelvierer und der Leichtgewichts-Achter, bei den Frauen der Achter und der Leichtgewichts-Doppelvierer. Somit wurden in insgesamt 22 Wettbewerben Medaillen vergeben, davon dreizehn bei den Männern und neun bei den Frauen.

## Medaillengewinner

### Männer
| Bootsklasse                           | Gold | Silber | Bronze |
| ------------------------------------- | --- | --- | --- |
| Einer                                 | Marcel Hacker (Frankfurter RG Germania) | Falko Nolte (Potsdamer RG) | Hubert Trzybinski (RG Rotation Berlin) |
| Doppelzweier                          | Rgm. Berliner Ruder-Club / ORC Rostock von 1956 Eric Knittel Stephan Krüger | Rgm. RV Triton 1893 Leipzig / TV 1877 Essen-Kupferdreh Martin Menger Dominik Drüke | Rgm. Wassersport PSK Schwedt / Dresdner RV Lucas Metze Daniel Reichelt |
| Zweier ohne Steuermann                | Rgm. Rostocker RC von 1885 / Lübecker RG von 1885 Maximilian Munski Felix Drahotta | Rgm. Deutscher Ruder-Club von 1884 / Der Hamburger und Germania RC Alexander-Nicholas Egler Kay Rückbrodt | Rgm. Der Hamburger und Germania RC / RK am Wannsee Berlin Martin Rückbrodt Hendrik Bohnekamp |
| Doppelvierer                          | Rgm. USV TU Dresden / Wurzener Rvg. Schwarz-Gelb / Rendsburger RV / Dresdner RC 1902 Karl Schulze Philipp Wende Lauritz-Johannes Schoof Tim Grohmann | Rvg. RG Rotation Berlin / Potsdamer RG / Koblenzer RC Rhenania / Celler RV Hubert Trzybinski Felix Bach Timo Piontek Patrick Leineweber | Rgm. RTHC Bayer Leverkusen / Dresdner RC 1902 / Potsdamer RG / RK am Wannsee Berlin Heiner Schwartz Stefan Schaaf Falko Nolte Karsten Brodowski |
| Vierer ohne Steuermann                | Rgm. Hallesche Rvg. Böllberg-Nelson / Mainzer RV von 1878 / Ulmer RC Donau Florian Eichner Urs Käufer Maximilian Reinelt Sebastian-Mathias Schmidt | Rgm. Schweriner RG von 1874/75 / Rostocker RC von 1885 / Deutscher Ruder-Club von 1884 / Der Hamburger und Germania RC Hannes Ocik Paul Heinrich Alexander-Nicholas Egler Kay Rückbrodt | Rgm. RV Berlin von 1878 / RK am Wannsee Berlin / Berliner Ruder-Club Kevin Rakicki Hagen Rothe Paul Habermann Bastian Bechler |
| Vierer mit Steuermann                 | Rgm. ORC Rostock von 1956 / Deutscher Ruder-Club von 1884 / WSV Godesberg / Berliner Ruder-Club / RK am Baldeneysee Essen Philipp Karnatz Milan Dzambasevic Nicolai Jürgens Andreas Kuffner Schiwa Omidi (Stf.)                                                                                      | Rgm. Germania RV Eutin / Bremer SC / Ratzeburger RC / Celler RV / Deutscher Ruder-Club von 1884 Leon Evers Tobias von Randow Arne Schwiethal Peter Kluge Janina Kling (Stf.) | Rgm. Münchener RC von 1880 / Hürther RG / RC Magdeburg / Kölner RV von 1877 Lucas Artmann Robin Ponte Maximilian Planer Lorenz Diergarten Nils Hoffmann (Stm.) |
| Achter                                | Rgm. RTHC Bayer Leverkusen / RC Undine Radolfzell / Berliner Ruder-Club / RC Bergedorf / Ratzeburger RC / RV Treviris 1921 Trier / RC Germania Düsseldorf Gregor Hauffe Andreas Kuffner Eric Johannesen Florian Mennigen Richard Schmidt Lukas Müller Toni Seifert Kristof Wilke Martin Sauer (Stm.) | Rgm. RK am Wannsee Berlin / Frankfurter RG Germania / Berliner Ruder-Club / RC Havel Brandenburg / Frankfurter RC von 1882 / RV Berlin von 1878 Paul Heinrich Maximilian Hinkel Hagen Rothe Kevin Rakicki Bodo Schacher Tobias Oppermann Paul Habermann Bastian Bechler Sophie Platte (Stf.) | Keine weiteren Boote am Start. |
| Leichtgewichts-Einer                  | Jonathan Koch (Mainzer RV von 1878) | Michael Wieler (Gießener RG 1877) | Konstantin Steinhübel (ARC Würzburg) |
| Leichtgewichts-Doppelzweier           | Rgm. Friedrichstädter RG von 1926 / RK am Wannsee Berlin Lars Hartig Linus Lichtschlag | Rgm. Hannoverscher RC von 1880 / Germania RV Eutin Matthias Arnold Julius Peschel | Rgm. RC Karlstadt 1928 / Münchener RC von 1880 Christian Hochbruck Daniel Lawitzke |
| Leichtgewichts-Zweier ohne Steuermann | RV Saarbrücken Jost Schömann-Finck Matthias Schömann-Finck | Rgm. Der Hamburger und Germania RC / Friedrichstädter RG von 1926 Yannic Corinth Lasse Antczak | Rgm. RC Germania Düsseldorf / Berliner Ruder-Club Adrian Bretting Stephan Ertmer |
| Leichtgewichts-Doppelvierer           | Rgm. Mainzer RV von 1878 / Berliner Ruder-Club / RC Karlstadt 1928 / Frankfurter RG Germania Jonathan Koch Christian Hochbruck Jonas Schützeberg Michael Wieler | Rgm. Limburger CfW / RC Allemannia von 1866 Hamburg / RC Tegel 1886 / Mainzer RV von 1878 Roman Acht Michael Etzkorn Can Temel Dominik Vent | Rgm. Limburger CfW / RV Neptun Konstanz / Mainzer RV von 1878 / Stuttgarter RG von 1899 Pascal Ludwig Christoph Thiem Benjamin Bogenschütz Ingo Voigt |
| Leichtgewichts-Vierer ohne Steuermann | Rgm. RV Saarbrücken / Der Hamburger und Germania RC / RC Allemannia von 1866 Hamburg Bastian Seibt Lars Wichert Jochen Kühner Martin Kühner | Rgm. Der Hamburger und Germania RC / Heidelberger RK 1872 / RC Rheinfelden Baden / Friedrichstädter RG von 1926 Christopher Herpel Philipp Birkner Yannic Corinth Lasse Antczak | Rgm. Mühlheimer RV 1911 / Gießener RC Hassia / Frankfurter RG Germania / RC Nassovia Höchst Tobias Schad Sven Keßler Jonas Kilthau Malte Zopfs |
| Leichtgewichts-Achter                 | Rgm. RV Saarbrücken / Der Hamburger und Germania RC / RC Allemannia von 1866 Hamburg / RG Wiking Berlin / RG Treis-Karden 1969 Lars Wichert Lukas Oberhausen Carsten Borchardt Matthias Schömann-Finck Jost Schömann-Finck Bastian Seibt Jochen Kühner Martin Kühner Richard Binkau (Stm.)           | Rgm. RC Germania Düsseldorf / ETuF Essen / Kölner RV von 1877 / Berliner Ruder-Club / Limburger CfW / WSV 1926 Offenbach-Bürgel / RG Wiking Berlin Daniel Wisgott Simon Berghofer Marko Johann Maik Zentner Jan Lüke Robby Gerhardt Adrian Bretting Stephan Ertmer Nils Hoffmann (Stm.)      | Rgm. RC Favorite Hammonia Hamburg / Der Hamburger und Germania RC / Friedrichstädter RG von 1926 / Heidelberger RK 1872 / RC Rheinfelden Baden / RV Saarbrücken / ARC Würzburg / Celler RV / Frankfurter RG Germania Lasse Antczak Yannic Corinth Christopher Herpel Philipp Birkner Tobias Franzmann Hanns-Morten Noske Christian Holzapfel Emil Wendeler Kaja Brecht (Stf.) |

### Frauen
| Bootsklasse                 | Gold | Silber | Bronze |
| --------------------------- | --- | --- | --- |
| Einer                       | Britta Oppelt (RV Hellas-Titania Berlin) | Julia Richter (RK am Wannsee Berlin) | Carina Bär (Heilbronner RG Schwaben) |
| Doppelzweier                | Rgm. RK am Wannsee Berlin / SV Energie Berlin Tina Manker Sophie Dunsing | Rgm. Hallesche Rvg. Böllberg-Nelson / Crefelder RC 1883 Julia Lier Lisa Schmidla | Keine weiteren Boote am Start. |
| Zweier ohne Steuerfrau      | Rgm. Crefelder RC 1883 / Ulmer RC Donau Kerstin Hartmann Marlene Sinnig | ORC Rostock von 1956 Nadja Drygalla Ulrike Sennewald | Rgm. Dresdner RV / Hannoverscher RC von 1880 Kathrin Thiem Anika Kniest |
| Doppelvierer                | Rgm. RK am Wannsee Berlin / Rvg. Hellas-Titania Berlin / Heilbronner RG Schwaben / Potsdamer RG Julia Richter Carina Bär Stephanie Schiller Britta Oppelt | Rgm. SV Energie Berlin / RG Wiking Leipzig / RK am Wannsee Berlin / RV Saarbrücken Sophie Dunsing Nina Wengert Tina Manker Annekatrin Thiele | Rgm. Hannoverscher RC von 1880 / Crefelder RC 1883 / Hallesche Rvg. Böllberg-Nelson / ETuF Essen Marie-Cathérine Arnold Lisa Schmidla Julia Lier Mareike Adams                                            |
| Vierer ohne Steuerfrau      | Rgm. ORC Rostock von 1956 / Rostocker RC von 1885 / Schweriner RG 1874/75 Julia Lepke Ulrike Sennewald Nadja Drygalla Anne-Sophie Agarius | Rgm. Crefelder RC 1883 / Münchener RC von 1880 / RTHC Bayer Leverkusen / RV Emscher Wanne-Eickel-Herten Theresa Hülsmann Kathrin Marchand Constanze Siering Constanze Duell | Rgm. ARC Würzburg / RV Esslingen / Mainzer RV von 1878 Lea Piepenbrink Sandra Luptowitsch Clara Karches Lea-Katlen Kühne                                                                                  |
| Achter                      | Rgm. RV Emscher Wanne-Eickel Herten / Heilbronner RG Schwaben / Hanauer RG 1879 / Essen-Werdener RC von 1896 / Hannoverscher RC von 1880 / Dresdner RV / ORC Rostock von 1956 / Rvg. Kappeln Nadine Schmutzler Katrin Reinert Lisa Kemmerer Ronja Schütte Kathrin Thiem Anika Kniest Ulrike Sennewald Nadja Drygalla Laura Schwensen (Stf.) | Rgm. Potsdamer RG / RC Tegel 1886 / Hallesche Rvg. Böllberg-Nelson / RC Magdeburg / Rostocker RC von 1885 / Schweriner RG 1874/75 / RV Emscher Wanne-Eickel Herten / Münchener RC von 1880 / RK am Baldeneysee Essen Anne Kliesch Eileen Wallenhauer Michaela Schmidt Claudia Helmholz Julia Lepke Anne-Sophie Agarius Constanze Siering Constanze Duell Schiwa Omidi (Stf.) | Rgm. Crefelder RC 1883 / Hallesche Rvg. Böllberg-Nelson Johanna te Neues Theresa Lomertin Theresa Hülsmann Manuela Staelberg Sara Davids Miriam Davids Rebekka Klemp Anne Becker Jaqueline Jozwiak (Stf.) |
| Leichtgewichts-Einer        | Marie-Louise Dräger (ORC Rostock von 1956) | Lena Müller (Duisburger RV) | Sina Burmeister (Treptower RG) |
| Leichtgewichts-Doppelzweier | Rgm. RV Saarbrücken / ORC Rostock von 1956 Marie-Louise Dräger Anja Noske | Rgm. Duisburger RV / Treptower RG Lena Müller Sina Burmeister | Frankfurter RG Germania Leonie Pless Katrin Thoma |
| Leichtgewichts-Doppelvierer | Rgm. Frankfurter RG Germania / ORC Rostock von 1956 / RV Weser Hameln Wiebke Hein Nora Wessel Katrin Thoma Regina Pieroth | Rgm. Kölner RV von 1877 / RV Rauxel 1922 Merle Schäfer Lea Heider Margarete Jakschik Carolin Franzke | Rgm. Kitzinger RV 1897 / ETuF Essen / Frankfurter RG Germania / Erster Kieler RC von 1862 Lena Bieber Katja Rügner Leonie Pless Claudia Mack                                                              |